# Petaloptila aliena
Petaloptila aliena är en insektsart som först beskrevs av Brunner von Wattenwyl 1882.  Petaloptila aliena ingår i släktet Petaloptila och familjen syrsor. Inga underarter finns listade i Catalogue of Life.